# Kapiti (eiland)
Kāpiti is een eiland in de Tasmanzee, 5 km uit de kust van het Noordereiland van Nieuw-Zeeland. Het is 19,65 vierkante km groot. Het hoogste punt is gelegen op 520 meter boven zeeniveau. Kapiti heeft zijn naam gegeven aan de kuststreek op het Noordereiland.

## Uitzicht en geschiedenis
Het eiland is onbewoond in tegenstelling tot vroeger toen er Maoristammen (met name de Ngāti Toa) op het eiland woonden (die noemden het eiland motu rongonui, letterlijk vertaald: beroemd eiland). Tegenwoordig is het een beschermd natuurgebied, waar een heel aantal diersoorten die het moeilijk hebben, uitgezet zijn. Het enige zoogdier dat er voorkomt is de vleermuis Chalinolobus tuberculatus (ook uitgezet). Het eiland is voor het grootste deel bedekt met bos en er zijn 30 meter hoge bomen te vinden.

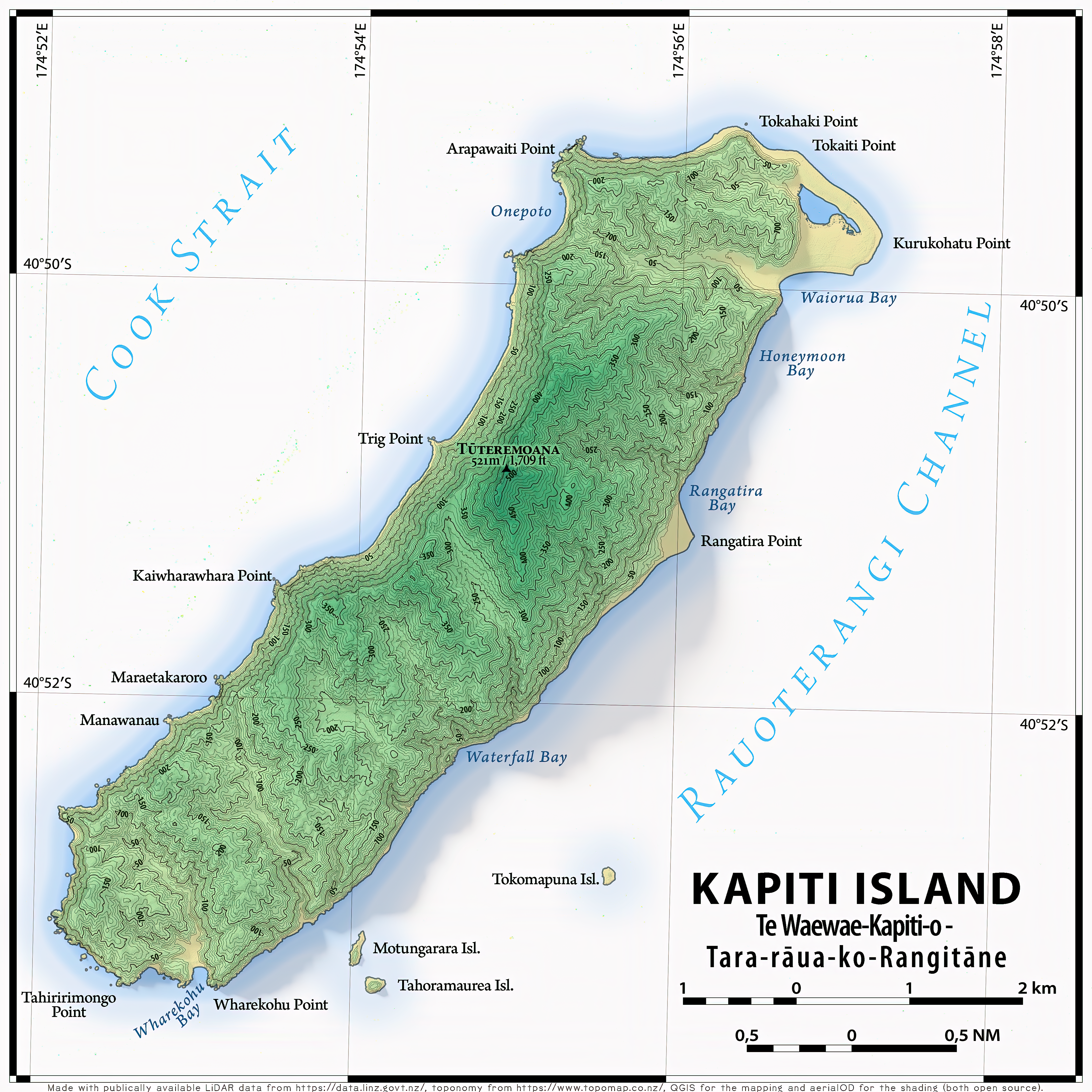
Kaart van Kapiti

Vanaf 1830 was een groot deel van de vegetatie op het eiland gekapt voor landbouwgrond. Ondertussen heeft de oorspronkelijke vegetatie zich grotendeels hersteld. Op het eiland zaten eertijds ook niet-endemische diersoorten zoals katten, ratten, herten, schapen, koeien, geiten, varkens en honden. Die zijn in de jaren 80 van de 20e eeuw allemaal verwijderd. Ook zijn er in dat decennium meer dan 20 000 voskoesoes (possums) weggehaald van het eiland.
Voor de kust (tussen het eiland en Nieuw-Zeeland in), ligt het Kapiti Marine Reserve, een van de maritieme reservaten in Nieuw-Zeeland.

## Diersoorten
Veel van deze soorten zijn uitgezet. Het eiland fungeert als een soort reservaat.
- Anthornis soorten, geslacht van zangvogels uit de familie honingeters
- Anthus novaeseelandiae, Nieuw-Zeelandse pieper
- Hihi (Notiomystis cincta), Geelbandhoningeter
- Kākā (Nestor meridionalis), Kaka
- Kakariki (familie Cyanoramphus), Nieuw-Zeelandse parkietensoort
- Kererū (Hemiphaga novaeseelandiae), Nieuw-Zeelandse vruchtenduif
- Kiwi's, met name de Noordereilandkiwi (Apteryx mantelli) en de kleine grijze kiwi (Apteryx owenii)
- Kōkako (Callaeas cinereus), Nieuw-Zeelandse lelvogel
- Kororā (Eudyptula minor), Dwergpinguïn
- Miromiro (Petroica macrocephala), Maorivliegenvanger
- Pekapeka-tou-roa (Chalinolobus tuberculatus), Nieuw-Zeelandse vleermuizensoort[2]
- Pīwakawaka (Rhipidura fuliginosa), Grijze waaierstaart
- Pōpokotea (Mohoua albicilla), Witkopmohoua
- Ruru (Ninox novaeseelandiae), Boeboekuil
- Takahē (Porphyrio hochstetteri), Nieuw-Zeelandse ral
- Tieke (Philesturnus carunculatus), Zuidelijke zadelrug
- Toutouwai (Petroica australis), Nieuw-Zeelandse vliegenvanger
- Weka (Gallirallus australis), Nieuw-Zeelandse ral

## Begroeiing
Oorspronkelijk was het eiland overdekt met matai (Prumnopitys taxifolia) en miro (Prumnopitys ferruginea). Deze zijn nog wel te vinden maar het eiland is nu voornamelijk overdekt met bomen zoals kohekohe (Dysoxylum spectabile), tawa (Beilschmiedia tawa) and kānuka (Kunzea ericoides), struiken zoals māhoe (Melicytus ramiflorus) en laagblijvende kānuka (Kunzea ericoides). Daarnaast zijn er planten zoals de kaikaro (Pittosporum crassifolium, ook wel kīhihi genaamd) geïntroduceerd omdat de bloemen een belangrijke bron van voedsel zijn voor een aantal vogelsoorten.

## Bezoeken
Nu kunnen maximaal 50 mensen per dag tegen betaling het eiland bezoeken. Er gelden zeer strenge regels. Bagage wordt altijd onderzocht op ratten, muizen en andere voor het eiland schadelijke dieren. Ook mag er in principe niet gerookt worden, behalve op de stranden, waar er niets kan branden. Het is vanzelfsprekend ook verboden om organismen van het eiland mee te nemen en de dieren mogen ook niet gestoord worden.

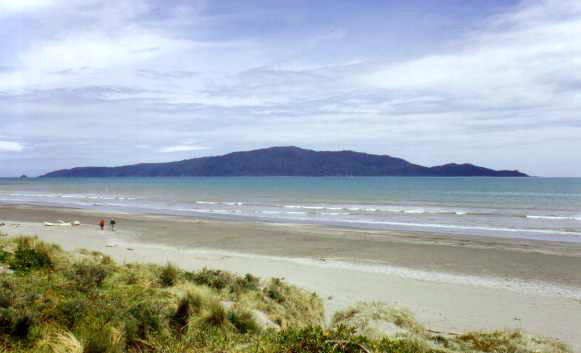
Kapiti gezien vanaf Waikanae
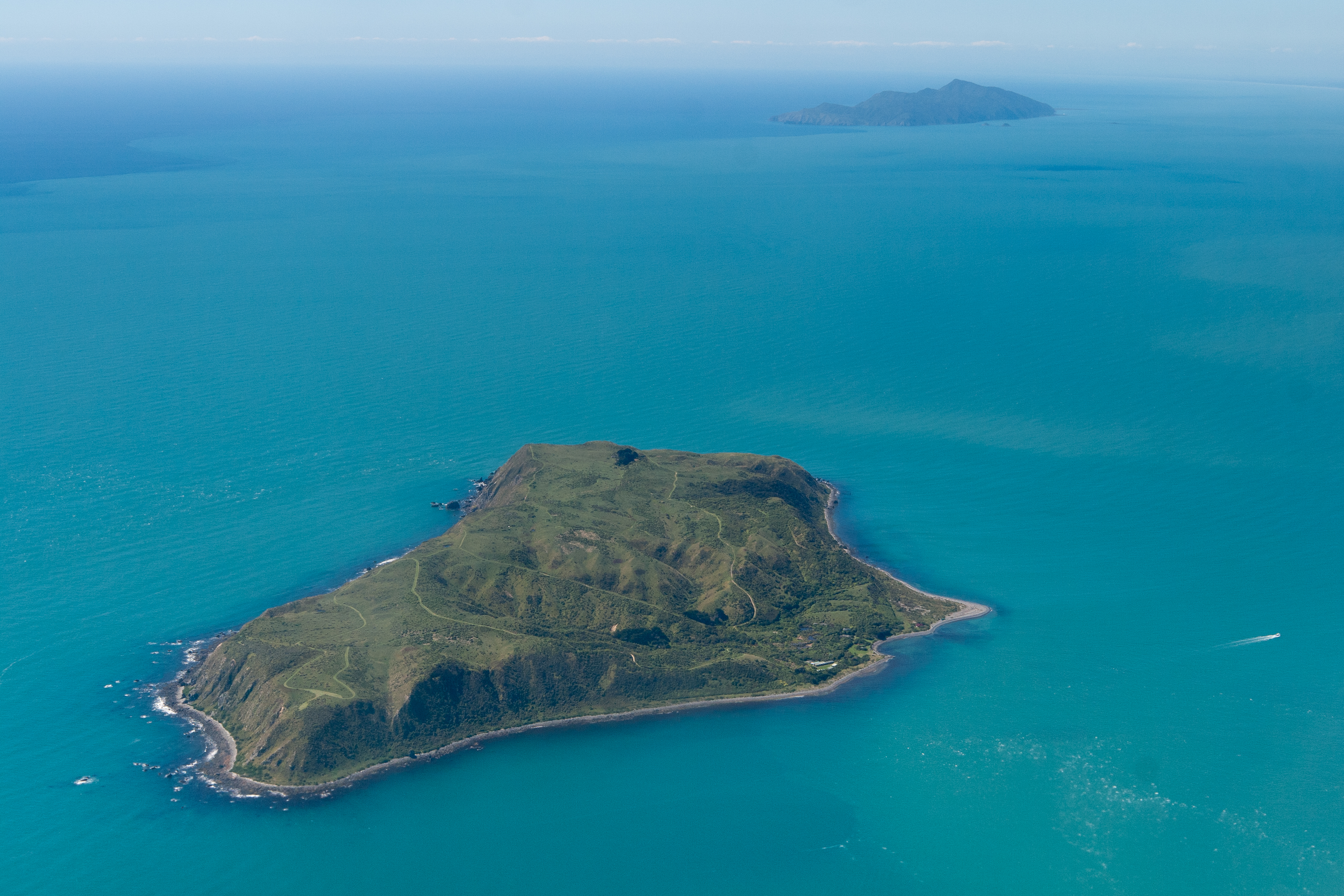
Mana (voorgrond) en Kapiti
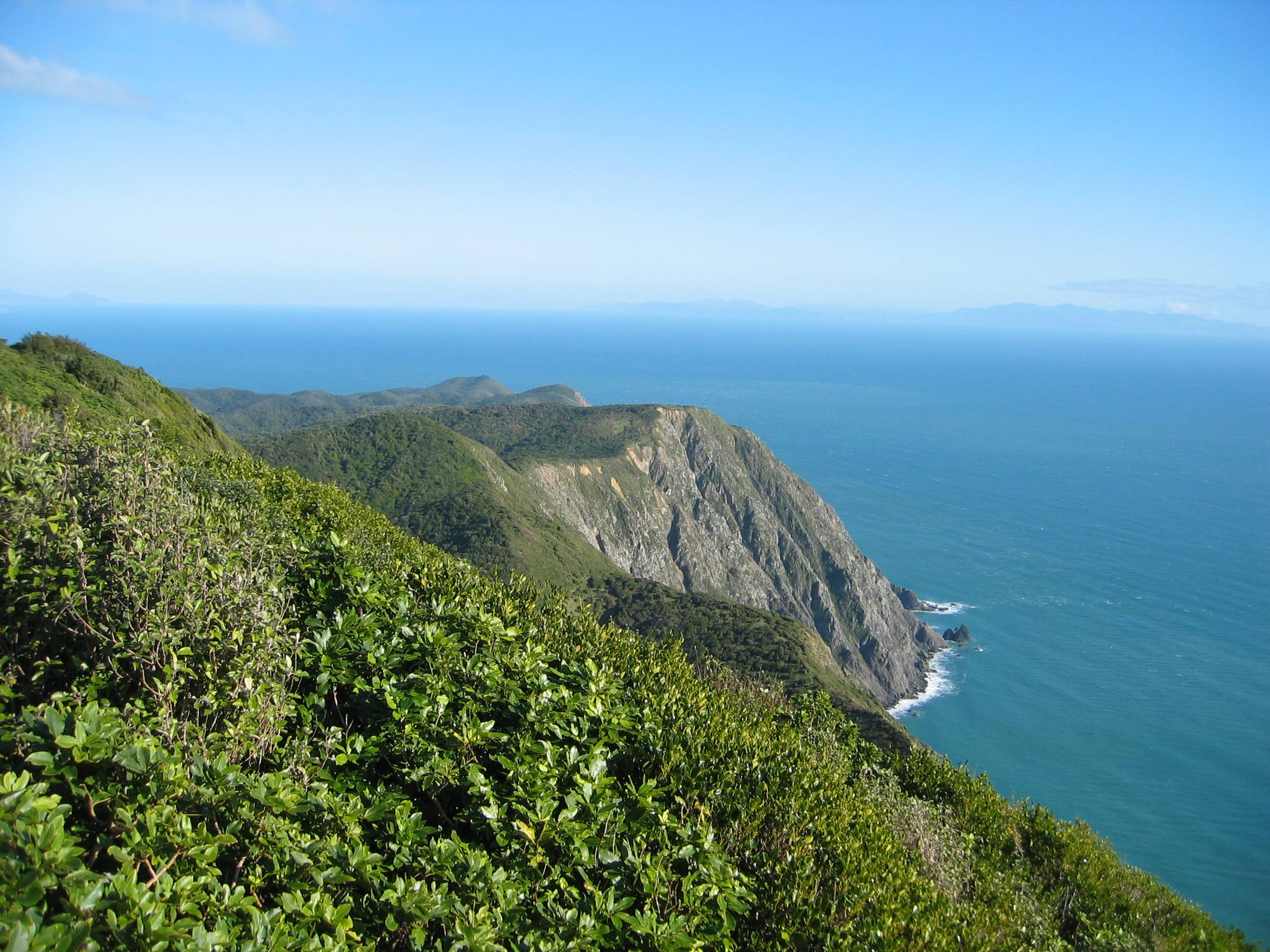
Het zuidelijk deel van het eiland

## Uitwendige links
- (en)  website van Kāpiti Coast District Council
- (en)  Kapiti op de Department of Conservation (DOC) website, information about the protection of New Zealand's natural and historic heritage (inclusief kaart)